# Umundurowanie polowe wz. 2010

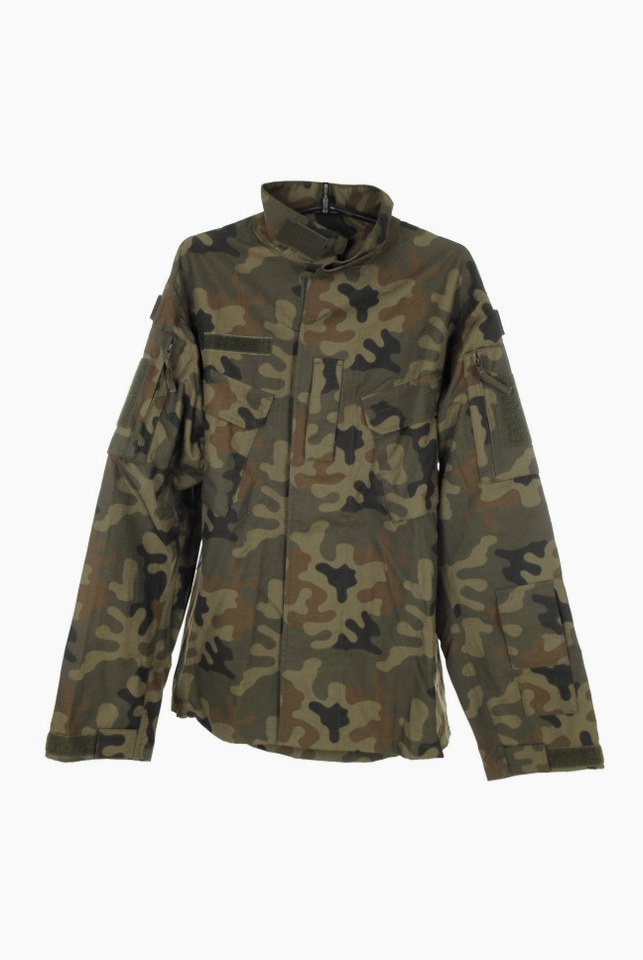
Bluza umundurowania wz. 2010

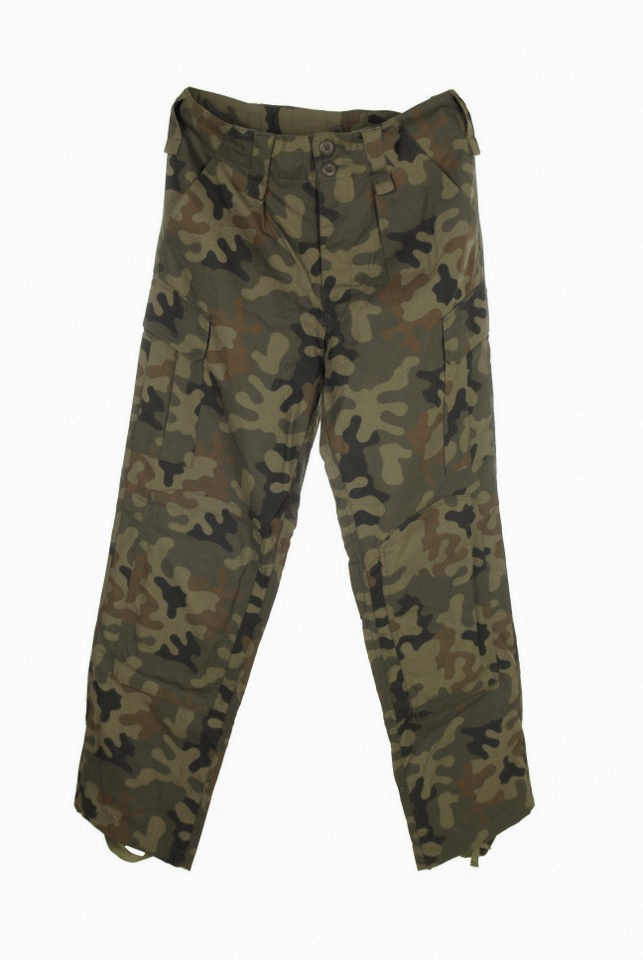
Spodnie umundurowania wz. 2010

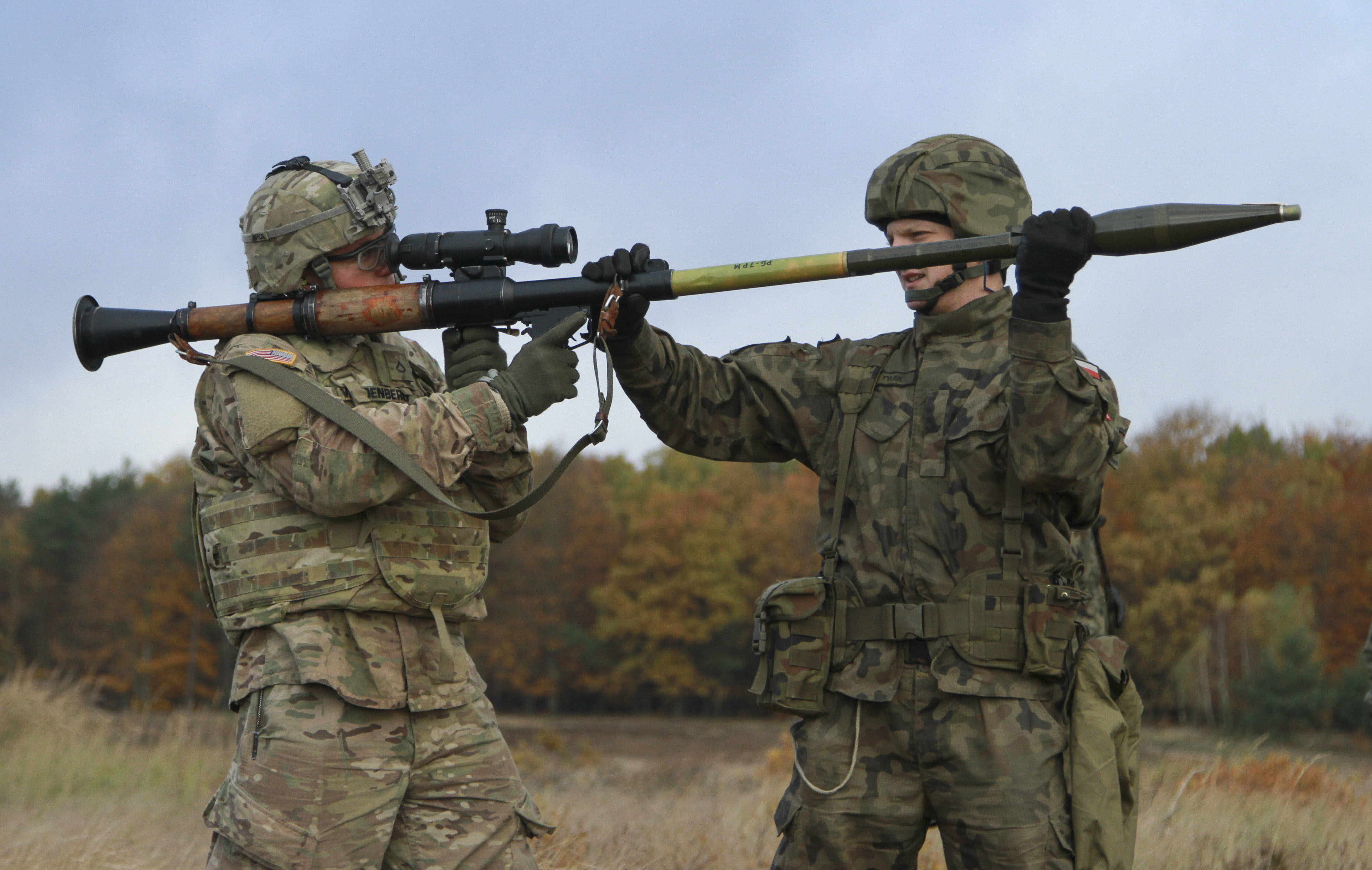
Polski żołnierz (po prawej) w umundurowaniu polowym wz. 2010

Umundurowanie polowe wz. 2010 (prototypy oznaczane jako Umundurowanie polowe wz. 2008) – mundur Wojska Polskiego mający zastąpić używane wcześniej umundurowanie polowe wz. 93.
Umundurowanie polowe wz. 2010 powstało na początku XXI wieku jako następca stosowanego w Wojsku Polskim umundurowania wz. 93, wprowadzonego w połowie lat 90. XX wieku. Krój umundurowania wz. 93, nawiązywał do mundurów polowych MORO w wersji dla wojsk powietrznodesantowych wprowadzonych do LWP na przełomie lat 60. i 70. XX wieku. W związku z zaangażowaniem polskich wojsk w misjach zagranicznych żołnierze coraz częściej zaczęli zgłaszać zarzuty. Zarzucano, że mundury polowe pomimo wprowadzanych modernizacji są mało funkcjonalne i niedostosowane do współczesnego pola walki. Wobec tego rozpoczęto prace nad nowym polskim mundurem polowym. Podczas prac prowadzonych w latach 2007-2010 po raz pierwszy wzięto pod uwagę opinie żołnierzy testujących umundurowanie, zarówno podczas służby w kraju, jak i podczas misji zagranicznych. Mimo zakończenia prac nad mundurem w roku 2010, jego wprowadzenie rozpoczęto w kwietniu 2012 roku. Nowe umundurowanie docelowo ma zastąpić mundury wz. 93 do roku 2018.

## Historia
Doświadczenia wyniesione z misji w Iraku i Afganistanie potwierdziły zarzuty, iż dotychczasowy mundur wz. 93 jest mało funkcjonalny i niedostosowany do dzisiejszego pola walki. Ponadto materiał, z którego były szyte mundury polowe wz. 93 ma opinię nietrwałego. Skutkiem tego na misjach zagranicznych zdarzały się sytuacje, w których polski żołnierz wyjeżdżał na patrol nie tylko w amerykańskiej kamizelce, ale także i w amerykańskim mundurze. Innymi, często spotykanymi sytuacjami było wykorzystywanie przez żołnierzy mundurów kupionych na własną rękę od firmy prywatnej, lub przerabianie mundurów przydziałowych. Wobec tego postanowiono zaprojektować całkowicie nowe umundurowanie polowe. Na instytucję, która miała się tym zająć został wyznaczony Wojskowy Ośrodek Badawczo-Rozwojowy Służby Mundurowej w Łodzi. O pracach nad nowym umundurowaniem opinię publiczną poinformował gen. broni Waldemar Skrzypczak w maju 2007 roku.
Nowo opracowane umundurowanie po raz pierwszy zaprezentowano na przełomie kwietnia i maja 2008 roku. Natomiast pierwsze testowe mundury (wzór I) trafiły do jednostek Wojsk Lądowych w lecie 2008 roku. Testowane były nie tylko na poligonach krajowych, ale także na misjach poza granicami kraju (PKW Afganistan, PKW Czad, PKW Irak). Następnie od żołnierzy testujących nowe umundurowanie zebrano opinie i sugestie modyfikacji. Zebrane opinie były pomocne przy tworzeniu kolejnych prototypów. Było to nowością ponieważ do tej pory umundurowanie tworzono bez konsultacji z szeregowymi żołnierzami.
Wnioski z testów i konsultacji zostały zaprezentowane na konferencji, która odbyła się w 29 września 2008 roku w łódzkim Wojskowym Ośrodku Badawczo-Wdrożeniowym Służby Mundurowej (WOBWSM). W konferencji udział wzięli przedstawiciele jednostek, w których testowano mundury (m.in. 1 Dywizja Zmechanizowana, 11 Dywizja Kawalerii Pancernej i 12 Dywizja Zmechanizowana), prasy branżowej, a także producenta mundurów – firmy PPH Kama.
W wyniku analizy powstał udoskonalony drugi prototyp. Po kolejnych testach przeprowadzonych w 6 Brygadzie Desantowo-Szturmowej, 25 Brygadzie Kawalerii Powietrznej, 10 Brygadzie Kawalerii Pancernej oraz w 10 Brygadzie Logistycznej wprowadzono postulowane poprawki i na przełomie 2009 i 2010 roku zakończono proces kształtowania umundurowania. Jednakże żołnierze musieli poczekać na wprowadzenie nowego umundurowania aż do roku 2012.
30 kwietnia 2012 roku Minister Obrony Narodowej Tomasz Siemoniak podpisał rozporządzenie zmieniające rozporządzenie w sprawie umundurowania oraz wyekwipowania żołnierzy zawodowych i kandydatów na żołnierzy zawodowych. Rozporządzenie zawierało m.in. wprowadzenie nowego umundurowania wz. 2010, które będzie sukcesywnie, do roku 2018, zastępować dotychczasowe mundury polowe wz. 93.

## Konstrukcja

### Prototyp I

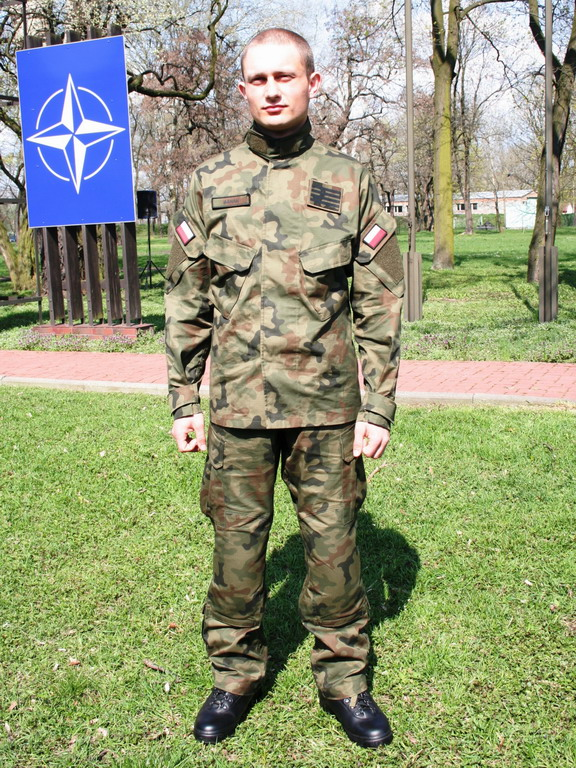
Pierwszy prototyp nowego umundurowania, rok 2008

Umundurowanie wykonano w kilku wariantach: całorocznym, letnim oraz trudnopalnym. Zasadniczą różnicą występującą w poszczególnych wariantach był zastosowany materiał. Wersję całoroczną wykonano z tkaniny Frontiera 4 (US-22/1) o składzie 50% bawełny, 50% poliestru w splocie rip-stop. Zastosowanie takiej tkaniny pozwala także na lepszą wentylację. Zastosowano także inny sposób nanoszenia kamuflażu – już na etapie produkcji materiału, co ma zapewnić trwalsze barwy. Wersja letnia została wykonana z tkaniny US-21 o składzie 83% bawełna i 17% poliester również w splocie rip-stop. Natomiast wersję trudnopalną wykonano z tkaniny trudnopalnej (50-procentowa mieszanka niepalnych włókien aramidowych i modyfikowanych niepalnych włókien wiskozowych).
Kamuflaż na mundurze pozostał taki jak w umundurowaniu wz. 93, czyli „pantera” lub „pantera pustynna”.

#### Bluza
Bluza nowego munduru jest obszerna, ponadto w miejscu wszycia rękawów zastosowano zaszewki, przypominające skrzela. Takie rozwiązanie pozwala na swobodne wykonywanie wszelakich ruchów. Bluza zapinana jest na guziki, kryte listwą. W pasie umieszczono ściągacz tasiemkowy. Mankiety regulowane są za pomocą patki z rzepem. Nowością jest zastąpienie klasycznego kołnierza stójką spinaną patką z rzepem. Takie rozwiązanie pozwala chronić szyję żołnierza przed wiatrem, piaskiem, a także otarciami od paska broni czy innego wyposażenia. Wprowadzono też nowy sposób oznaczenia stopnia na mundurze. Zrezygnowano z dotychczasowego systemu z naramiennikami z pochewkami stopni, na rzecz kwadratu umieszczonego na rzepie nad lewą kieszenią na klatce piersiowej.
Bluza munduru wz.2008 ma cztery kieszenie – dwie umieszczono na klatce piersiowej, a pozostałe dwie na ramionach (po jednej na każdym). Kieszenie mają mieszki powiększające objętość, umieszczono je także pod skosem, co ułatwia dostęp do ich zawartości. W pierwszych egzemplarzach zastosowano trzy rodzaje zapięć kieszeni – rzepy, guziki oraz magnesy. Takie posunięcie miało pozwolić żołnierzom na wybór najlepszego systemu. Później we wszystkich kieszeniach bluzy zastosowano zapięcia na rzepy. Kieszenie naramienne wyposażono w mocowania na światło chemiczne. Idąc za trendami światowymi w bluzie zastosowano kieszenie na piankowe ochraniacze łokci. Dla poprawienia wentylacji pod pachami umieszczono otworki wentylacyjne.

#### Spodnie
Spodnie mają proste nogawki. Na dole nogawek zastosowano tasiemki w tunelu, dzięki którym można zawiązać je na bucie. Ponadto zastosowano mocowane na guziki taśmy z gumy mające utrzymać nogawkę w bucie. Rozporek zapinany jest na guziki. W spodniach umieszczono sześć kieszeni – dwie klasyczne, dwie boczne cargo oraz dwie na łydkach. Kieszenie cargo są nie tylko większe od dotychczas stosowanych, ale ponadto mają po trzy fałdy powiększające. Zamykane są na rzepy. Wzorując się na mundurach amerykańskich naszyto je pod kątem co ułatwia dostęp do nich podczas siedzenia, np. w pojeździe. Na dole na łydkach umieszczono dwie mniejsze kieszenie mieszkowe, zapinane również na rzep.
Wzmocnienia naszyto na pośladkach oraz w kroku. Na kolanach umieszczono kieszenie na wkłady, podobnie jak w bluzie. Regulacja obwodu spodni odbywa się za pomocą regulatorów umieszczonych po bokach. Ponadto podobnie jak i w mundurze wz. 93 zastosowano szelki podtrzymujące spodnie.

### Prototyp II

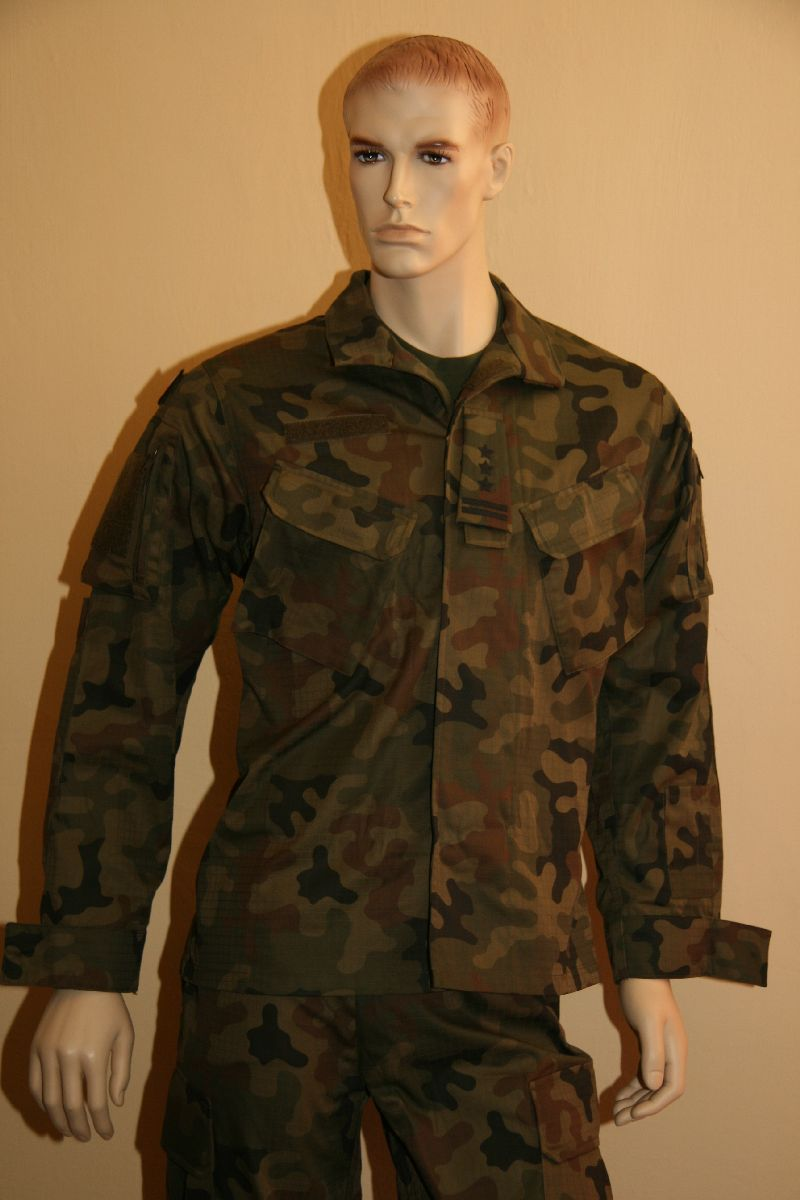
Drugi prototyp nowego umundurowania, rok 2009

#### Bluza
W bluzie drugiego prototypu wprowadzono szereg zmian. Krój bardziej dopasowano do ciała, lecz przewidziano miejsce na warstwę ocieplającą. Zmieniono konstrukcję mankietów. Na wzór amerykańskich mundurów MCCUU wprowadzono patkę z guzikiem wpinanym w jedną z trzech dziurek. Jednakże szybko zrezygnowano z tego i powrócono do rozwiązania z patką z rzepem. W kieszeniach piersiowych wszyto tasiemkę pozwalającą przytroczyć sznurkiem drobne przedmioty. Skonstruowano także całkiem nowe kieszenie naramienne. Zamykane są na zamek błyskawiczny z dostępem z przodu. Na lewym rękawie dodano także małą, płaską kieszonkę na długopisy, światło chemiczne czy małą latarkę. Początkowo posiadała otwarty dostęp, później wprowadzono długą klapkę na rzep.
Zmieniono także sposób noszenia oznaczenia stopnia. Zamiast kwadratów na rzepie zastosowano jedną, położoną centralnie na klatce piersiowej patkę. Takie rozwiązanie pozwala na wykorzystanie zapasów pochewek stosowanych w mundurach wz. 93.

#### Spodnie
W stosunku do pierwszego prototypu dodano dwie, naszyte skośnie kieszenie na pośladkach zapinane na guziki. Kształt kieszeni cargo pozostał taki sam, lecz zmniejszono liczbę fałd powiększających do dwóch (podobnie jak w mundurach BDU i ACU). Zmieniło się także zapięcie kieszeni cargo – zamiast rzepów pojawiły się guziki. Zrezygnowano także z szelek na rzecz paska z plastikową klamrą.

### Wersja finalna
Finalnie powstały cztery wersje umundurowania wz. 2010:
- Mundur polowy wz. 123UP/MON. Wykonany z tkaniny US-22/1 (50% bawełny, 50% poliestru w splocie rip-stop; gramatura 255 g/m²) w kamuflażu „pantera”.
- Mundur polowy letni wz. 123UL/MON. Wykonany z tkaniny US-21 (83% bawełna i 17% poliester splocie rip-stop; gramatura 190 g/m²) w kamuflażu „pantera”.
- Mundur polowy tropikalny wz. 123UT/MON. Wykonany z tkaniny US-21 w kamuflażu „pantera pustynna”.
- Mundur polowy specjalny wz. 123SP/MON. Wykonany z tkaniny trudnopalnej USP-1/1 (50-procentowa mieszanka niepalnych włókien aramidowych i modyfikowanych niepalnych włókien wiskozowych; gramatura 230 g/m²) w kamuflażu „pantera”.

#### Bluza
W stosunku do prototypu drugiego nie wprowadzono dużych zmian. Mankiety rękawów regulowane są za pomocą patki (ale krótszej niż w prototypach). Kieszonkę na długopisy ulokowaną na lewym rękawie wyposażono w patkę jak w późnych egzemplarzach drugiego prototypu, nieco ją jednak skracając.

#### Spodnie
Spodnie gruntownie zmodyfikowano. Zlikwidowano kieszenie na pośladkach. Pozbyto się także kieszonek na łydkach, stwierdzając, że przeszkadzają one przy noszeniu nogawek wpuszczonych w buty jak nakazuje regulamin mundurowy. W kieszeniach cargo powrócono do trzech fałd powiększających oraz, na wniosek żołnierzy, zamknięcia na rzepy. Zostawiono jednakże gumki mające utrzymywać nogawki spodni w butach, mimo sugestii żołnierzy oraz dziennikarzy branżowych o wadach takiego rozwiązania.

## Rozmiarówka
Wraz z nowym umundurowaniem wprowadzono też nową rozmiarówkę. Dotąd stosowana opierała się na podawaniu na metce trzech wartości: wzrostu, obwodu klatki piersiowej oraz obwodu pasa, każda ze skokiem co 2 cm. W ten sposób istniało ponad 100 różnych rozmiarów. Ponadto rozmiarówka całości elementów umundurowania nie była jednolita, przykładowo mundur polowy w danym rozmiarze nie odpowiadał kombinezonowi czołgisty w tym samym rozmiarze. W efekcie powstawały trudności logistyczne oraz dodatkowe koszty. Nowa rozmiarówka oparta jest na „przedziałach” oznaczonych literowo (np. L/R). W ten sposób jeden mundur pasuje na osoby o zbliżonych do siebie wymiarach (np. w przypadku pasa przedział ten wynosi ok. 8 cm). Ogółem w miejsce ponad 100 rozmiarów zostało ich ustalonych tylko 38. Na takich samych zasadach działa rozmiarówka stosowana np. w mundurach US Army i USMC.
Pełna rozmiarówka:
| Rozmiar | Klatka  | Wzrost  | Pas     |
| ------- | ------- | ------- | ------- |
| XS/XS   | 78-86   | 158-162 | 68-76   |
| XS/S    | 78-86   | 162-166 | 72-80   |
| XS/R    | 78-86   | 166-170 | 68-76   |
| XS/L    | 78-86   | 170-174 | 72-80   |
| XS/XL   | 78-86   | 174-178 | 80-88   |
| XS/XXL  | 78-86   | 178-182 | 72-80   |
| S/XS    | 86-94   | 162-166 | 80-88   |
| S/S     | 86-94   | 166-170 | 76-84   |
| S/R     | 86-94   | 170-174 | 80-88   |
| S/L     | 86-94   | 174-178 | 76-84   |
| S/XL    | 86-94   | 178-182 | 80-88   |
| S/XXL   | 86-94   | 182-186 | 76-84   |
| M/XXS   | 94-102  | 162-166 | 88-96   |
| M/XS    | 94-102  | 166-170 | 84-92   |
| M/S     | 94-102  | 170-174 | 88-96   |
| M/R     | 94-102  | 174-178 | 84-92   |
| M/L     | 94-102  | 178-182 | 88-96   |
| M/XL    | 94-102  | 182-186 | 84-92   |
| M/XXL   | 94-102  | 186-190 | 88-96   |
| L/XS    | 102-110 | 166-170 | 92-100  |
| L/S     | 102-110 | 170-174 | 96-104  |
| L/R     | 102-110 | 174-178 | 92-100  |
| L/L     | 102-110 | 178-182 | 96-104  |
| L/XL    | 102-110 | 182-186 | 92-100  |
| L/XXL   | 102-110 | 186-190 | 96-104  |
| XL/XS   | 110-118 | 170-174 | 104-112 |
| XL/S    | 110-118 | 174-178 | 100-108 |
| XL/R    | 110-118 | 178-182 | 104-112 |
| XL/L    | 110-118 | 182-186 | 100-108 |
| XL/XL   | 110-118 | 186-190 | 104-112 |
| XL/XXL  | 110-118 | 190-194 | 100-108 |
| XXL/XS  | 118-126 | 174-178 | 108-116 |
| XXL/S   | 118-126 | 178-182 | 112-120 |
| XXL/R   | 118-126 | 182-186 | 108-116 |
| XXL/L   | 118-126 | 186-190 | 112-120 |
| XXL/XL  | 118-126 | 190-194 | 108-116 |
| XXL/XXL | 118-126 | 194-198 | 104-112 |
| 3XL/R   | 118-126 | 182-186 | 116-124 |